# Caragana brevispina
Caragana brevispina är en ärtväxtart som beskrevs av George Bentham. Caragana brevispina ingår i släktet karaganer, och familjen ärtväxter.

## Underarter
Arten delas in i följande underarter:
- C. b. brevispina
- C. b. tenzingii